# Palm Circle

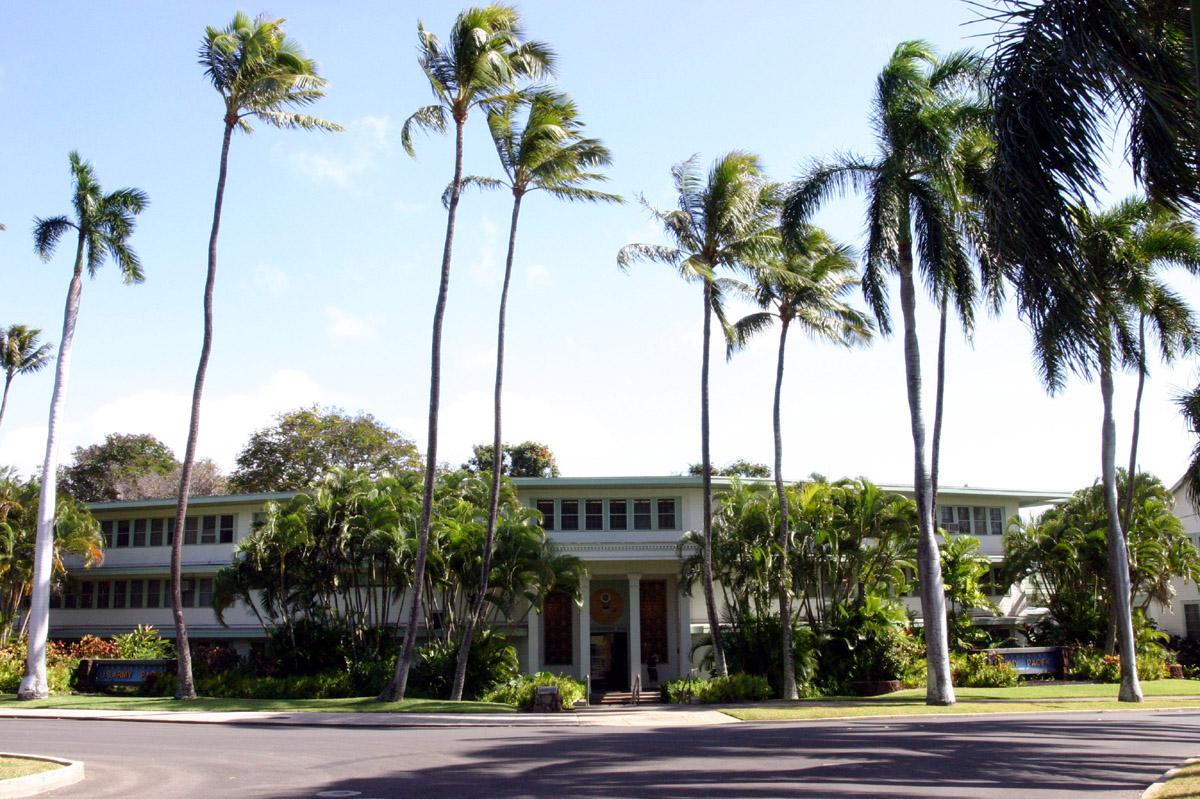
Eingang zum Pineapple Pentagon

Palm Circle, auch als Pineapple Pentagon bekannt, ist ein Historic District in Fort Shafter im Honolulu County auf der Hawaii-Insel Oʻahu.
Palm Circle diente ursprünglich als Unterkunft für ein Infanteriebataillon und war rund um einen von Palmen gesäumten Paradeplatz angelegt worden. Nach dem Angriff auf Pearl Harbor und dem Eintritt der Vereinigten Staaten in den Zweiten Weltkrieg wurde das Hauptquartier der United States Army für den Kommandobereich des Pazifik in Palm Circle eingerichtet. Von hier aus wurde ab 1944 die U.S. Army im Befehlsbereich Pacific Ocean Areas (POA), der Süd- und Zentralpazifik umfasste, versorgt und geführt. Von 1943 bis 1945 wurden unter dem Kommando von General Robert C. Richardson, Jr. in Palm Circle Operationen logistisch vorbereitet, wie zum Beispiel die Schlacht um die Gilbertinseln, die Schlacht um Guam, Schlacht um die Palau-Inseln und die Schlacht um Okinawa. Richardson beaufsichtigte als Kommandeur den Bau von Richardson Hall, das als Pineapple Pentagon bekannt und in nur wenigen Monaten fertiggestellt wurde.
Am 26. Oktober 1984 wurde Palm Circle als Historic District in das National Register of Historic Places aufgenommen. Seit dem 28. Mai 1987 wird es als National Historic Landmark geführt.